# Halopteris platygonotheca
Halopteris platygonotheca is een hydroïdpoliep uit de familie Halopterididae. De poliep komt uit het geslacht Halopteris. Halopteris platygonotheca werd in 1997 voor het eerst wetenschappelijk beschreven door Schuchert. 